# Amoebaleria tularensis
Amoebaleria tularensis is een vliegensoort uit de familie van de afvalvliegen (Heleomyzidae). De wetenschappelijke naam van de soort is voor het eerst geldig gepubliceerd in 1962 door Gill.